# Boccaiolo
Al tempo della tassa sul macinato i boccaioli erano delle dichiarazioni dei contadini in cui, descrivendo i componenti della propria famiglia con età e grado di parentela, dichiaravano quante bocche avevano da sfamare.
Il termine fu in uso in Toscana nel periodo tra il 1781 e il 1808 (Granducato di Toscana e poi Regno d'Etruria) come particolare forma assunta dal testatico. Veniva considerata testa solo il capofamiglia, che doveva indicare il numero delle bocche da sfamare, che comprendeva tutte le persone, anche bambini sopra i tre anni. Le famiglie erano suddivise in 8 classi: solo l'ultima, quella dei miserabili era esente dal boccaiolo.  Tutti i capifamiglia dovevano presentare, per iscritto o a voce al cancelliere, le dichiarazioni, che erano dette "portate delle bocche", in cui c'era l'indicazione del proprio mestiere, come indice di capacità contributiva, che contenevano la descrizione della composizione della propria famiglia, comprendendo altresì le persone di servizio.
L'imposta, sia pure con il suo carattere fortemente regressivo, era da considerarsi imposta diretta, mentre la successiva tassa sul macinato del Regno d'Italia aveva il carattere di imposta indiretta.